# Funk melody
Le funk melody est un sous-genre musical du freestyle, ayant émergé au début des années 1990, dont les paroles sont centrées sur des thèmes romantiques et sans attrait sexuel, ce qui le différencie du funk carioca, malgré son nom, qui provient du Miami bass et dont le contenu est plus explicite. Le funk melody utilise beaucoup les échantillonneurs et les boîtes à rythmes.

## Histoire
Avec l'émergence du freestyle et le succès qu'il rencontre aux États-Unis, ce genre musical arrive au Brésil vers 1988. Dans les pays lusophones, ce genre était appelé funk melody et, quelques années plus tard, une distinction a été faite : les artistes internationaux sont appelés « artistes freestyle » tandis que les Brésiliens sont appelés « artistes funk melody ». Le genre est issu d'un contexte différent du funk carioca, une scène influencée par un autre style musical, le Miami bass, qui s'appuyait sur un contenu explicite ou à double sens, tandis que le funk melody provenait de compositions plus romantiques ou portant sur la fête nocturne,.
Le succès du funk melody atteint son apogée dans les années 1990, lorsque de grands succès tels que Me Leva de Latino, Anjo de You Can Dance, Mel da sua Boca de Copacabana Beat, Segura de Cashmere, Joguei com seu Coração d'Abdullah, Sinto Saudade de Mike Dee, et De Bar em Bar de Tchello. En 1996, le genre gagne de l'espace à la radio avec l'apparition du duo Claudinho e Buchecha qui ont eu des succès comme Só Love, Nosso Sonho, Quero Te Encontrar, Conquista et Fico Assim Sem Você,.
Au cours des années 2000, le funk melody perd progressivement en popularité et en espace au profit de la musique pop sur les radios et du funk carioca de contenu explicite dans les communautés. Le genre est réactivé en 2006 avec l'émergence de la chanteuse Perlla qui connait le succès avec des chansons telles que Tremendo Vacilão, Eu Vou, Menina Chapa-Quente, Beijo de Cinema et Totalmente Demais, en vendant 100 000 exemplaires sur son premier album. Un autre représentant de l'époque était MC Leozinho avec les titres She Only Thinks of Kissing (If She Dances, I Dance) et The Show.
Dans les années 2010, la troisième génération d'artistes du genre émerge en 2013, dans laquelle Anitta se distingue avec Menina Má — avant de s'orienter vers la musique pop — et Naldo Benny avec Se Joga.